# Lissotesta bicarinata
Lissotesta bicarinata es una especie de molusco gasterópodo de la familia Turbinidae. 

## Distribución geográfica
Se encuentra en Nueva Zelanda